# Кобылкино (Кичменгско-Городецкий район)
Кобылкино — деревня в Кичменгско-Городецком районе Вологодской области.
Входит в состав Кичменгского сельского поселения (с 1 января 2006 года по 1 апреля 2013 года входила в Погосское сельское поселение), с точки зрения административно-территориального деления — в Погосский сельсовет.
Расстояние до районного центра Кичменгского Городка по автодороге составляет 31 км. Ближайшие населённые пункты — Наволок, Кобыльск, Павлово.
Население по данным переписи 2002 года — 18 человек.